# حبيل المسلماني (ردفان)

تعديل مصدري - تعديل

حبيل المسلماني هي إحدى قرى عزلة الحبيلين بمديرية ردفان التابعة لمحافظة لحج، بلغ تعداد سكانها 3 نسمة حسب تعداد اليمن لعام 2004.